# 达来滨湖
达来滨湖也作达赉浜湖、达尔滨湖，是位于中国内蒙古自治区呼伦贝尔市鄂伦春自治旗诺敏镇西北的一个湖泊，湖面海拔540米，湖长3.2千米，最大宽1.6千米，平均宽1.1千米，面积3.5平方千米。该湖为淡水湖。达来在蒙古语中的意思是海，而滨为汉语，意为海边。湖区现为达尔滨湖国家森林公园。
达来滨湖属于蒙新高原区。它的一级流域为内流区诸河，二级流域为呼伦贝尔内流区。达来滨湖水实际上能够经达来滨河汇入毕拉河。
在2021年公布的鄂伦春自治旗河湖长名录的公告中，达来滨湖乡镇级湖长为诺敏镇政府副镇长王志惠。